# Југуртин рат
Југуртин рат (111 – 105. године п. н. е.) је био сукоб између Римске републике и Нумидије, земље у северној Африци, који је добио име по Југурти, нумидијском краљу.
Југурта је био унук Масинисе, краља Нумидије, био је даровит војсковођа и популаран међу поданицима. Искуство је стекао борећи се у редовима Сципиона Емилијана, а створио је и добре односе са римским аристократама, што је допринело томе да буде упознат са стањем у Риму.
Крајем 2. века п. н. е. у Риму се водила борба између популара и оптимата што је олакшало пограничним народима да воде ратове против Рима на скоро свим границама државе. Ови сукоби су углавном били без последица по Рим.
У борби око нумидијског престола Југуртин брат Хиемпсал је убијен, а Адхербал је побегао у Рим.
Подмићивањем је Југурта добио западни део Нумидије, а Адхербал је добио источну слабо насељену област и град Цирту.

## Почетак рата
Желећи главни град, Југурта је напао Цирту, окупирао је, погубио Адхербала и све мушкарце у граду, међу којима је било и Римљана, што је довело до објаве рата 111. године. Поткупљивањем римских војсковођа Југурта је успео да склопи мир, који је на исти начин и одржао. Ипак, сенат одбацује склапање мира и обнавља рат 110.

## Долазак Метела
У Африку је 109. године послат Квинт Цецилије Метел, искусни и непоткупљиви војсковођа, који је увео дисциплину у војне логоре. У унутрашњости Нумидије у бици на реци Мутулу поразио је нумидијску војску. Рат се наставио, јер је Југурта и даље пружао отпор, уз подршку арфичких племена.

## Крај рата
Гај Марије је сменио Метела и одлуком народне скупштине добио је задатак да настави рат са Југуртом. Мавретански краљ Бокх (Југуртин зет), који прешао је на страну Римљана и заједно са квестором Луцијем Корнелијем Сулом, хвата Југурту 105. године, чиме је рат био завршен. 1. јануара 104. Марије у тријумфалној процесји води Југурту у ланцима и краљевском оделу. Југурта је и погубљен, а један део нумидиске краљевине припао је мавретанском краљу Бокху, а други, болесном Југуртином рођаку.